# Тёрмен, Глинн
Глинн Тёрмен (англ. Glynn Turman; род. 31 января 1947, Нью-Йорк, Нью-Йорк) — американский актёр театра, кино и телевидения, режиссёр телевидения.

## Биография
Глинн Расселл Тёрмен родился 31 января 1947 года в Нью-Йорке, его предки родом из Нигерии. Впервые на сцене появился в возрасте 13 лет в бродвейской постановке «Изюм на солнце», уже в следующем году дебютировал на телевидении небольшой ролью в одном эпизоде сериала «Спектакль недели», с 1968 года стал сниматься на телевидении регулярно, а в 1972 году дебютировал на широком экране, снявшись в ленте «Самоволка».
В 1983 году впервые попробовал себя как режиссёра — один эпизод сериала «Династия».

### Личная жизнь
- 1965 г. — июль 1971 г. — женат на Уле М. Уокер, развод, трое детей.
- 1978 г. — 1984 г. — женат на певице Арете Франклин, развод, детей нет.
- с 14 февраля 1992 г. — настоящее время — женат на Джо-Энн Аллен, один ребёнок.

## Награды и номинации
- 2007 — NAACP Image Award в категории «Лучший актёр второго плана в драматическом сериале» за роль в сериале «Прослушка» — номинация.
- 2008 — Прайм-тайм премия «Эмми» в категории «Лучший приглашённый актёр в драматическом сериале» за роль в сериале «Лечение»[англ.] — победа.
- 2008 — англ. San Diego Black Film Festival — Приз Фестиваля в категории «Лучший актёр второго плана» за роль в фильме «Короли вечера» — победа.
- 2011 — Награда англ. Phoenix Film Critics Society в категории «Лучший актёр в составе ансамбля» за роль в фильме «Супер 8».

## Избранная фильмография
За свою актёрскую карьеру с 1961 по 2013 года Тёрмен снялся в более чем 120 фильмах и сериалах, а с 1983 по 1997 год выступил режиссёром 20 эпизодов пяти сериалов.

### Актёр телевидения
- 1968—1969 — Пейтон-Плейс / Peyton Place — Лью Майлс (в 33 эпизодах)
- 1970 — Армия Картера[англ.] / Carter’s Army — рядовой Джордж Брайтмен
- 1978—1979 — Столетие[англ.] / Centennial — Нейт Персон (в 5 эпизодах)
- 1985, 1986, 1989 — Она написала убийство / Murder, She Wrote — разные роли (в 3 эпизодах)
- 1988—1993 — Другой мир / A Different World — полковник Брэдфорд Тейлор (в 45 эпизодах)
- 1996 — Возвращение: Легенда Эрла «Козла» Маниго[англ.] / Rebound: The Legend of Earl «The Goat» Manigault — Пауэлл, баскетбольный тренер
- 2000 — Песня свободы[англ.] / Freedom Song — Ти-Боун Ланье
- 2004, 2006, 2008 — Прослушка / The Wire — Кларенс Ройс, мэр (бывший мэр) Балтимора (в 22 эпизодах)
- 2008—2009 — Лечение[англ.] / In Treatment — Алекс Принс-старший (в 4 эпизодах)
- 2010—2011 — Фишки. Деньги. Адвокаты / The Defenders — Боб Оуэнс, судья (в 5 эпизодах)
- 2012—2016 — Обитель лжи / House of Lies — Джеремайя Каан (в 51 эпизоде)
- 2013 — Мыслить как преступник / Criminal Minds — Чарльз Джонсон (в 1 эпизоде)
- 2020 — Фарго / Fargo — Доктор Сенатор
- 2022 — Женщины движения / Women of the Movement — преподобный Моуз Райт (в 4 эпизодах)

### Актёр на широком экране
- 1975 — Старшеклассники из Кули[англ.] / Cooley High — Лерой «Проповедник» Джексон
- 1976 — Месть Джи Дея[англ.] / J. D.'s Revenge — Исаак (Айк)
- 1977 — Змеиное яйцо / Das Schlangenei — Монро
- 1982 — Тюряга 2[англ.] / Penitentiary II — Чарльз Джонсон
- 1984 — Гремлины / Gremlins — Рой Хэнсон
- 1986 — Слишком серьёзная игра[англ.] / Out of Bounds — лейтенант Делгадо
- 1992 — Под прикрытием / Deep Cover — Расселл Стивенс-старший
- 1994 — Чернильница[англ.] / The Inkwell — Спенсер Филлипс
- 1998 — Увлечение Стеллы / How Stella Got Her Groove Back — доктор Шекспир
- 1999 — Зажигай, ребята / Light It Up — Аллан Армстронг, директор школы
- 2000 — Военный ныряльщик / Men of Honor — шеф Флойд
- 2004 — Массовка[англ.] / The Seat Filler — отец Деррика
- 2005 — Сахара / Sahara — доктор Фрэнк Хоппер
- 2010 — Мальчики-налётчики / Takers — Дункан, шеф детективов
- 2010 — Бурлеск / Burlesque — Гарольд Сэйнт
- 2011 — Супер 8 / Super 8 — доктор Томас Вудворд
- 2012 — В финале Джон умрёт / John Dies at the End — Лоуренс Эплтон, детектив
- 2016 — Сила воли / Race — Гарри Дэвис
- 2018 — Бамблби / Bumblebee — генерал Уэйлен
- 2020 — Вне игры[англ.] / The Way Back — Док
- 2020 — Ма Рейни: Мать блюза / Ma Rainey’s Black Bottom — Толедо
- 2023 — Растин / Rustin — Аса Филип Рэндольф
- 2023 — Преступник Джонни Блэк / Outlaw Johnny Black — Буллзай Блэк
- 2024 — Горизонты / Horizon: An American Saga

### Режиссёр
- 1983 — Династия / Dinasty (1 эпизод)
- 1991—1993 — Другой мир / A Different World (4 эпизода)
- 1995—1996 — Родительский очаг[англ.] / The Parent 'Hood (7 эпизодов)
- 1996—1997 — Братья Уэйанс[англ.] / The Wayans Bros. (7 эпизодов)